# Бруно Акрапович
Бруно Акрапович (на босненски: Bruno Akrapović) е бивш югославски футболист и настоящ футболен треньор. Роден е на 26 септември 1967 година в Зеница.

## Кариера

### Кариера като футболист
Играе като полузащитник. Започва кариерата си в Челик Зеница Босна и Херциговина, който се състезава в шампионата на тогавашна Югославия. През август 1988 заминава за Германия, където играе през цялата си кариера и подписва с Арминия Хановер Германия, отбор от трета дивизия, като изиграва 33 мача с 2 гола. През юли 1990 подписва с друг отбор от трета дивизия Гьотинген (33 мача с 3 гола), а през юли 1991 става играч на Целе Германия също от трета дивизия – 16 мача с 2 гола. През януари 1992 акостира във Волфсбург, тогава във втора дивизия – 79 мача. През юли 1994 става футболист на Майнц 05, с който успява да стигне до подножието на върха във втора дивизия – четвърто място през сезон 1996/97 – изиграва общо 97 мача с 2 гола. През юли 1997 заиграва за Тенис Борусия Берлин отново във втора дивизия – общо 84 мача с 3 гола. През юли 2000 стига до Бундеслигата подписвайки с Енерги Котбус и играе 67 мача за тима. През януари 2003 преминава в Рот Вайс Ерфрут в трета дивизия – 9 мача, но още през юли 2003 подписва с Кикерс Офенбах в трета дивизия – 55 мача с 1 гол. През юли 2005 се завръща в Арминия Хановер, за да запише нови 16 мача с 2 гола за тима. През януари 2006 заиграва за аматьорския Форсвелде. През юли 2008 слага край на кариерата си, но през декември 2008 се завръща в игра за Форсвелде. През юли 2009 за кратко се състезава за аматьорския Германия Волфсбург.
Играе за националния отбор на Босна и Херциговина в 18 мача и вкарва 1 гол при загубата с 3:1 от Израел на 11 октомври 2000 в мач за квалификации за Световната купа през 2002.
В периода от април 2006 до 30 юни 2008 е играещ старши треньор на аматьорския Форсвелде. От юли 2008 е помощник-треньор на втория отбор на Волфсбург Германия до 21 август 2008. На 21 август 2008 започва да работи като помощник-треньор на Юрген Рьобер в Сатурн Русия до 15 май 2009. През 2010 взема категория ПРО от УЕФА в Босна и Херциговина, като е и на стаж във Волфсбург Германия. На 11 юли 2011 поема поста на старши треньор в Мосор Жърновица Хърватия във втора дивизия и остава до 30 януари 2012. На 1 юли 2012 е назначен за старши треньор на Вал Хърватия, пак във втора дивизия, и остава на поста до 20 септември 2013. Няколко дена по-късно на 23 септември 2013 е обявен за старши треньор на Солин Хърватия във втора дивизия и е на поста до 9 декември 2013. На 7 януари 2014 поема Неретва Меткович Хърватия във втора дивизия и остава до 23 април 2014. Обявен е за треньор на 2014 за втора хърватска лига. На 2 ноември 2014 е назначен за старши треньор на Европа Гибралтар, като взема сребърните медали на Гибралтар за сезон 2014/15, печели Премиер куп на Гибралтар през сезон 2014/15 и напуска на 21 юни 2015. През 22 декември 2015 е обявен за старши треньор на Шкендия Тетово Северна Македония като става вицешампион на Северна Македония за сезон 2015/16, печели купата на Северна Македония за сезон 2015/16 и напуска на 27 октомври 2016. На 13 февруари 2017 поема Сплит Хърватия и е начело на тима до 30 юни 2017. На 31 октомври 2017 е привлечен за старши треньор на Локомотив Пловдив. С тима печели на два пъти купата на България за сезони 2018/19 и 2019/20 и суперкупата на България през 2020. На 11 ноември 2020 е назначен за старши треньор на ЦСКА като остава на поста до 28 март 2021. На 2 август 2021 се завръща начело на Шкендия Тетово Северна Македония. Напуска тима на 5 април 2022. На 14 юни 2022 поема Ал Уахда Саудитска Арабия.